# 井筒仁康
井筒 仁康（いづつ ひとやす、1971年3月20日 - ）は、大阪府大阪市出身のオートバイ・ロードレースライダー。2000年・2004年全日本ロードレース選手権チャンピオン、2004年鈴鹿8時間耐久ロードレース優勝、2009年鈴鹿8時間耐久ロードレース2位入賞。

## 経歴
19歳という比較的遅い年齢でロードレース競技を始めた。1998年カワサキワークス入り。2000年・2004年と全日本ロードレース最高峰クラスでシリーズチャンピオンを獲得する。
2003年にホンダへと移籍を遂げながら海外レースフル参戦のチャンスをうかがう。しかし若手スター選手の発掘・育成を目指す国際的な業界の趨勢などもあり、世代交代の壁に阻まれ念願適わなかった。2004年に国内カテゴリー頂点の実力のままレーサー引退を表明。その席上、トレーニングで親交のあった宮里ファミリーとの縁でプロゴルファーを目指すと表明。
2009年2月、カワサキ系有力チームである鶴田竜二率いる「トリックスター★レーシング」よりカワサキ・ZX-10Rで5年ぶりにレース界復帰が発表される。「MFJ全日本ロードレース選手権JSBクラス」全戦と「鈴鹿300キロロードレース」、「世界耐久選手権鈴鹿8時間耐久ロードレース」に武石伸也と組んで参戦した。
しばらくのブランクを経て、2011年の全日本ST600クラスに、交通事故で死去した高橋江紀の代役としてRS-ITOHチームから参戦。現在はKRP三陽工業＆RS-ITOHのライダーアドバイザーを務める。

## レース戦績
- 1990年 - ロードレースデビュー
- 1992年 - ジュニア昇格
- 1993年 - 国際A級昇格

全日本ロードレース選手権TT-F1 ランキング10位（BEET）
鈴鹿8時間耐久ロードレース16位（BEET）
- 1994年 - 鈴鹿8時間耐久ロードレース 10位（和泉美智夫／BEET／カワサキZXR750R）
- 1995年 - 全日本ロードレース選手権GP250 ランキング10位（SP忠男レーシング）
- 1996年 - 全日本ロードレース選手権スーパーバイク ランキング14位（チームファンデーション／ドゥカティ・916）

鈴鹿8時間耐久ロードレース 20位（BEET）
- 1997年 - 全日本ロードレース選手権スーパーバイク ランキング12位
- 1998年 - 全日本ロードレース選手権スーパーバイク ランキング8位（KRTテストライダー、スポット参戦／ZX-7RR）

鈴鹿8時間耐久ロードレース 7位（ニール・ホジソン／KRT／ZX-7RR）
- 1999年 - 全日本ロードレース選手権スーパーバイク ランキング11位（KRT／ZX-7RR）

鈴鹿8時間耐久ロードレース 3位（柳川明／KRT／ZX-7RR）
- 2000年 - 全日本ロードレース選手権スーパーバイク チャンピオン（5勝／KRT／ZX-7RR）

鈴鹿8時間耐久ロードレース リタイヤ（柳川明／KRT／ZX-7RR）
スーパーバイク世界選手権日本・SUGO大会 優勝（2ヒート優勝）
- 2001年 - 全日本ロードレース選手権 ランキング3位（2勝／KRT／ZX-7RR）

鈴鹿8時間耐久ロードレース 21位（柳川明／KRT／ZX-7RR）
スーパーバイク世界選手権 ランキング
- 2002年 - スーパーバイク世界選手権 ランキング14位（KRT／ZX-7RR）
- 2003年 - 全日本ロードレース選手権JSB1000 ランキング4位（桜井ホンダ／CBR954RR）

スーパーバイク世界選手権日本・SUGO大会 参戦（チーム・HRC／VTR1000SPW）
鈴鹿8時間耐久ロードレース リタイヤ（宇川徹／セブンスター・ホンダ7／VTR1000SPW）
鈴鹿300km耐久ロードレース 優勝（宇川徹／VTR1000SPW）
- 2004年 - 全日本ロードレース選手権JSB1000 チャンピオン（1勝／桜井ホンダ／CBR1000RR）

鈴鹿8時間耐久ロードレース 優勝（宇川徹／セブンスター・ホンダ7／CBR1000RRW）
- 2009年 - 鈴鹿8時間耐久ロードレース 準優勝（武石伸也・鶴田竜二／トリックスター★レーシング／ZX-10R）
- 2012年 - 鈴鹿8時間耐久ロードレース リタイア （芹沢太麻樹・出口修／EVA RT TEST TYPE-01TRICK☆STAR／ZX-10R）
- 2013年 - 鈴鹿8時間耐久ロードレース 12位（芹沢太麻樹・出口修／EVA  RT TEST TYPE-01SynergyForceTRICKSTAR／ZX-10R）
- 2014年 - 鈴鹿8時間耐久ロードレース 24位（G.ルブラン・出口修／EVA RT TEST TYPE-01SynergyForceTRICKSTAR／ZX-10R）
- 2015年 - 鈴鹿8時間耐久ロードレース 11位（E.ニゴン・出口修／EVA RT TEST TYPE-01 TRICK STAR／ZX-10R）
- 2016年 - 鈴鹿8時間耐久ロードレース 7位（E.ニゴン・出口修／EVA RT TEST TYPE-01 TRICK STAR／ZX-10R）

世界耐久選手権第1戦ボルドール24時間耐久ロードレース3位（E.ニゴン・出口修／ EVA RT TEST TYPE-01 TRICK STAR／ZX-10R）
- 2017年 - 鈴鹿8時間耐久ロードレース 14位（E.ニゴン・G.ルブラン／ EVA RT WEBIKE TRICK STAR／ZX-10R）